# The Scarred People
The Scarred People ist das zehnte Studioalbum der Metal-Band Tiamat. Es erschien im November 2012 bei Napalm Records.

## Entstehung und Stil
Auf The Scarred People, das mit Sigi Bemm in Hagen in Deutschland produziert wurde, mischen Tiamat ähnlich wie auf vergangenen Alben auch die Gothic-Metal-Wurzeln mit verschiedenen Rock-Einflüssen u. a. aus dem Classic Rock, sodass das Ergebnis dem Dark Rock nahekommt. Johan Edlund bezeichnete das Album als „samtiger“ als den Vorgänger Amanethes. Es sei auch „mehr zurückblickend, wie das Ende eines Buches.“ Auf die Frage, ob Tiamat nicht über fiktive Dinge schreibe, antwortete Edlund, die Band schreibe nicht über Science-Fiction, Geschichte oder Fantasy, sondern müsse „zuerst das Album leben. Um die Inspiration zu bekommen, müssen wir es wirklich erstmal tun. Ich habe noch nie einen Song darüber geschrieben, dass ich in einem seltsamen Club gewesen bin, wenn ich es nicht gemacht habe.“ Laut Björn Springorum vom Magazin Metal Hammer ist das Album „spirituell geworden. Dies jedoch nicht auf esoterische oder okkulte Weise, sondern vielmehr zutiefst persönlich. Man könnte sagen, dass auch das zehnte Album ein Spiegel von Edlunds Sicht auf das Leben ist – und alles andere als ein stumpfes Wiederholen bereits bestehender Mantren oder Überzeugungen.“ Als Bonustitel wurden zwei Coverstücke, Born to Die von Lana Del Rey und Paradise von Bruce Springsteen aufgenommen. Zudem enthält die Bonusversion zwei 2010 in der Z7 Konzertfabrik aufgenommene Live-Titel, Cain und Divided, deren Studioversionen auf dem Album Prey erschienen.

## Rezeption
Petra Schurer schrieb im Magazin Metal Hammer, der Stil der Band versprühe „eine ganz besondere Atmosphäre, die sich am ehesten als ‚Hippie-Düsternis‘ kategorisieren lässt.“ „Veränderung muss nicht unbedingt radikal sein, sondern kann auch im Kleinen oft große Wirkung zeigen.“ Sie vergab fünf von sieben Punkten.

## Titelliste
Alle Stücke geschrieben von Tiamat.
1. The Scarred People – 6:38
2. Winter Dawn – 4:13
3. 384 – Kteis – 4:25
4. Radiant Star – 3:45
5. The Sun Also Rises – 5:06
6. Before Another Wilbury Dies – 1:39
7. Love Terrorists – 5:42
8. Messinian Letter – 4:19
9. Thunder & Lightning – 4:32
10. Tiznit – 3:03
11. Born to Die (Lana-Del-Rey-Cover) – 4:42 (Bonustrack)
12. The Red of the Morning Sun – 4:21
13. Paradise (Bruce-Springsteen-Cover) – 5:28 (Bonustrack)
14. Divided (live) – 4:45 (Bonustrack)
15. Cain (live) – 5:17 (Bonustrack)